# Wetenschappelijke literatuur

Wetenschappelijke en technische publicaties in tijdschriften per miljoen inwoners (2013)

Wetenschappelijke literatuur is het geheel van publicaties die empirisch en theoretisch werk in de wetenschap (zowel alfa-, bèta- als gammawetenschappen) rapporteren.

## Soorten wetenschappelijke publicaties
Wetenschappelijke literatuur kan de volgende soorten publicaties behelzen:
Primaire publicaties
- artikelen in vaktijdschriften (journals)
- patenten
- boeken, geschreven door een of enkele auteurs
- bijdragen uit geredigeerde bundels, d.w.z. bundels met wetenschappelijke opstellen, gepubliceerd onder verantwoordelijkheid van een wetenschappelijke redactie
  - feestbundels, congresbundels
- voordrachten of posters op congressen
- rapporten van overheidsinstellingen, regeringen of door overheden ingestelde commissies
- sommige publicaties op internet

Secundaire publicaties
- artikelen op basis van literatuuronderzoek (meta-analyses, systematische reviews, literatuuroverzichten)
- bestanden met verwijzingen naar primaire en secundaire publicaties

## Uitgevers van wetenschappelijke publicaties
Wetenschappelijke literatuur wordt uitgegeven door wetenschappelijke uitgeverijen (vaak een universiteitsuitgeverij) of door wetenschappelijke instituten of organisaties (met name de technische rapporten) . Er bestaan ook wetenschappelijke publicaties die door de auteur zelf in eigen beheer zijn uitgegeven, maar die staan in de regel minder hoog in aanzien, omdat zij niet door vakgenoten vooraf beoordeeld zijn. Een apart geval vormen de nog niet formeel gepubliceerde teksten van proefschriften, die in de regel in kleine oplage worden gedrukt voor de verdediging bij een promotieplechtigheid, terwijl pas later bij een uitgeverij de formele publicatie uitkomt.
Het belang van publicaties varieert tussen de verschillende wetenschappelijke disciplines en verandert met de tijd. Tegenwoordig worden de publicaties in collegiaal getoetste vaktijdschriften het hoogst gewaardeerd; hun relatieve waarde kan afgeleid worden uit de citatie-index (C.I.), zij het dat daar ook ernstige kanttekeningen bij gemaakt kunnen worden: artikelen over bijzonder gespecialiseerde onderwerpen zullen daarin minder vaak voorkomen dan bijvoorbeeld overzichtsartikelen. Werkverslagen en webpublicaties worden gewaardeerd als laagste op de ladder.

## Vereisten
Uiteindelijk is het niet de vorm, maar de inhoud die belangrijk is. Er moet aan verscheidene vereisten voldaan zijn alvorens een publicatie beschouwd kan worden als deel uitmakend van 'de literatuur' :
1. De inhoud moet door anderen met een gelijkwaardige voorkennis gecontroleerd worden (collegiale toetsing). Werkrapporten en publicaties op internet behoren daarom vaak niet tot de wetenschappelijke literatuur, tenzij zij verschijnen als herdruk van een tijdschrift of andere publicatie, of op een website onderworpen aan collegiale toetsing. Ook werd deze stap vaak verwaarloosd bij boeken en samengestelde boeken. Als de auteur echter een hoog aanzien geniet op grond van zijn carrière, kan dit als garantie worden gezien.
2. De publicatie moet gearchiveerd en opgeslagen kunnen worden door bibliotheken, zodat wetenschappers lang nadien de publicatie kunnen terugvinden om die te bestuderen, te verifiëren en erop te kunnen voortbouwen.
3. De inhoud moet voortbouwen op eerdere wetenschappelijke onderzoeken, die aangehaald worden als verwijzingen naar de literatuur (de zogenaamde citaties).
4. Empirische methoden en resultaten moeten in een bepaalde vorm gegoten worden, zodat wetenschappers met voldoende kennis en ervaring in dat onderzoeksveld in staat zijn de beschreven experimenten te herhalen.
5. De getrokken conclusies moeten gebaseerd zijn op de aangehaalde wetenschappelijke literatuur of nieuw empirisch of theoretisch onderzoek, niet op retorische vaardigheden of (geloofs)overtuiging.

## Vakreferenten
Aan universiteiten, hogescholen en wetenschappelijke instituten zijn de vakreferenten belast met de aanschaf van vakliteratuur; zij ondersteunen vakgroepen of leerstoelgroepen. Ook grote openbare en universiteitsbibliotheken hebben voor specifieke terreinen vaak vakreferenten in dienst.